# Анастасиос Метаксас
непознато
Анастасиос Метаксас (грч. Αναστάσιος Μεταξάς; Атина, 27. фебруар 1862 — непознато, 28. јануар 1937) је био грчки архитекта и стрелац.

## Биографија
Метаксас је познат као архитекта, којег је грчки добротвор Јоргос Авероф као финансијер обнове олимпијског Панатинаико стадиона, изабрао да по његовом нацрту обнови стадион, на којем су рођене модерне Олимпијске игре 1896. Метаксас је био и такмичар у две дисциплине стрељаштва : гађање војничком пушком и пушком слободног избора. У обе дисциплине заузео је 4. место.
Метаксас је укупно учествовао три пута на Олимпијским играма: 1896, 1908. и 1912. и на Олимпијским међуиграма 1906. Олимпијску сребрну медаљу је освојио 1908. Бронзану медаљу коју је освојио на Олимпијским међуиграма 1906. МОК још не признаје као олимпијску.<ref name="architect">
Поред Панатинаико стадиона Метаксас је радио и на ширењу источног крила Националног Археолошког музеја у Атини.

## Резултати
| Такмичење         | Дисциплина                          | Пласман | Резултат  |
| ----------------- | ----------------------------------- | ------- | --------- |
| ОИ 1896. Атина    | Војничка пушка 200 метара           | 4       | 1.701 кр. |
| ОИ 1896. Атина    | Пушка сободног избора 300 метара    | 4       | 1.102 кр. |
| МОИ 1906. Атина   | Пиштољ слободног избора 25 m        | 10      |           |
| МОИ 1906. Атина   | Пиштољ слободног избора 50 m        | 21      |           |
| МОИ 1906. Атина   | Пиштољ модел 1873.                  | 13      |           |
| МОИ 1906. Атина   | Војнички пиштољ                     | 8       |           |
| МОИ 1906. Атина   | Двобојски пиштољ 20 m               | 15      |           |
| МОИ 1906. Атина   | Пушка слободног избора екипно       | 4       |           |
| МОИ 1906. Атина   | Пушка слободног избора став по жељи | 26      |           |
| МОИ 1906. Атина   | глинени голубови двострука паљба    | 2       | 13 б.     |
| МОИ 1906. Атина   | глинени голубови једностука паљба   | 9-14    |           |
| ОИ 1908. Лондон   | глинени голубови                    | 3       | 57        |
| ОИ 1912. Стокхолм | пиштољ за двобој 30 m               | 35      |           |
| ОИ 1912. Стокхолм | покретна мета „јелен“               | 6       |           |